# Minnie P.
Minnie P.（みにー ぴー）は、日本の音楽プロデューサー、作詞家、作曲家、編曲家、ボイストレーナー。ミニー・Pとも表記される。
株式会社ウイングスミュージック代表取締役社長として、音楽レーベル、音楽制作プロダクション、音楽スクールを運営。2007年ごろまで、作曲家としての名前にMinnie P.、社長としての名前に山根翼と使い分けていたが、Minnie P.に統一された。ユニバーサル・ミュージック・パブリッシング提携作家。

## 略歴
幼少期を山口県岩国市で過ごす。4歳からピアノを始め、小学1年生からヤマハ音楽教室ジュニア科専門コースにてピアノ、作曲などの教育を受ける。広島音楽高校ピアノ科で2年連続特待生を取得し、卒業。国立音楽大学ピアノ科へ進学し、在学中からキーボーディストとして仕事を始める。卒業後、アメリカでチャーリー・バナコスにジャズを師事。
1995年、東京・代官山に「ウイングスミュージックスクール」を開設。ボイストレーナーとして自らも声の指導を行い、独自のボイストレーニング法で多くの成果を挙げる。自ら考案したアンチエイジングボイトレが好評を博し、家庭画報、GINZA、ku:nel、eclat、MAQUIA、25ans、MyAge、BAILA、Marisol、美ST、婦人画報など多くの雑誌に取り上げられている。
1997年、日本とブラジルで発売されたブラジル人歌手パトリシアのアルバム『イノセンシア』に収録された「YOU」で作詞、作曲、編曲デビュー。これまでにクリス・ハート、RIRI、AISHA、手嶌葵、AZU、ソン・ジウン、Secret、尾崎愛、宮本笑里、鈴木このみ、フィロソフィーのダンス、Wakana、氷川きよしなど多数に楽曲提供、同時にボーカルディレクションを担当。
2018年、集英社インターナショナルより著書『声を磨けば、人生が変わる』を発売。
2019年3月、テレビ朝日『タモリ倶楽部』に出演。天龍源一郎と椿鬼奴の「しゃがれ声」を美声に変え話題に。2019年4月にはBSスカパー!『はじめてのたけし』に出演。ビートたけし、本間朋晃、にしおかすみこにボイトレを行い声を磨く。
2021年11月、YouTubeチャンネル「ミニー・Pのボイトレ」を開設。

## 作品

### 楽曲
- AISHA
  - Fallin' 4U feat. DMC（2010年、作詞）『流派-R』2010年12月度オープニングテーマ
  - 花火（2015年、プロデュース・作曲・編曲）
  - Addicted（2015年、プロデュース）
  - ROLA COASTER（2015年、プロデュース）
  - 神様のいじわる（2015年、プロデュース・作曲・編曲）
  - BURN（2018年、作詞・作曲）ZUMBA fitnessオフィシャルソング
  - ほたる（2018年、作詞・作曲・編曲）
  - teardrops...（2018年、作詞・作曲・編曲）
  - My Home（2020年、作曲・編曲）映画『いけいけ!バカオンナ』主題歌
  - Love Story（2020年、作曲・編曲）映画『いけいけ!バカオンナ』挿入歌
  - JUST ONE KISS（2021年、作詞・作曲）
  - Love Package（2022年、作曲・編曲）
- AMATSU[7]
  - 世界が終わるその瞬間だけは（2022年、作曲）
- Apeace
  - Never too late（2013年、作詞・作曲・編曲）
- autumn leave's
  - U know what I am sayin'?（2008年、作詞）
- AYA[8]
  - FLOWER（2019年、作詞・作曲）
- AZU
  - CLEAR LIKE CRYSTAL（2012年、作詞）
  - 明日の私（2012年、作曲）
- Double Ace
  - さよならのムコウ側（2021年、作詞・作曲・編曲）
- Meri
  - Lost way（2018年、作曲）映画『カーラヌカン』挿入歌
- Miricah&
  - あなたと表参道（2021年、プロデュース）
  - SHINJKU without you（2022年、プロデュース）
- osuro
  - the day feat. 宏実（2010年、作詞）
- RIRI
  - Nothing to Do（2017年、作曲）
- SATOMI'
  - Candy Magic（2006年、作詞）
  - Glitter（2007年、作詞）
  - Bright will（2008年、作曲・編曲）
  - Innumerable answers（2008年、作曲）
  - Beautiful Life（2008年、作詞）
- Secret
  - CALLING U Japanese version（2014年、作詞）
  - Only U Japanese version（2014年、作詞）
- Wakana
  - 夕焼け（2019年、作曲・編曲）
- 尾崎愛
  - How Special You were（2009年、作詞・作曲）
  - What If I Had Never Met You（2009年、作詞・作曲）
  - I will never forget〜出会えた奇跡〜（2010年、作詞・作曲）「プロポーションづくりのダイアナ」イメージソング
- クリス・ハート
  - あなたへ（2015年、作曲）『最強のふたり〜京都府警 特別捜査班〜』主題歌
  - Dear Me（2016年、作曲）
- 鈴木このみ
  - I believe（2015年、作曲・編曲）
  - Hikari no Metamorphosis（2015年、作詞）ニンテンドー3DSソフト「STELLA GLOW」（北アメリカ版）オープニングテーマ
- ソン・ジウン
  - Twenty Five（JPN ver.）（2014年、作詞）
- 手嶌葵
  - 恋唄（2008年、作曲）雑誌「音遊人」CMソング
- 氷川きよし
  - いつか会えますように（2020年、作詞・作曲・編曲）
- フィロソフィーのダンス
  - フリー・ユア・フェスタ（2019年、作曲・編曲）
- 宮本笑里
  - 水月（2013年、作曲）「心の都へスペシャル 千年の都 美の旅人」エンディングテーマ

### 書籍
- 声を磨けば、人生が変わる 自分に自信が持てる! ボイトレ（2018年、集英社インターナショナル）ISBN 978-4797673654

## 出演

### テレビ
- 未来検索〜山根翼 その音楽は世界に響く〜（2006年10月29日、tvk）[9]
- ファイテンション☆テレビ（2008年12月 - 2009年1月、テレビ東京）「歌手デビューへの道」のコーナー。merry merry Booのボイストレーナー[10]

### ラジオ
- 健康ラジオ〜ワンポイントアドバイス（2019年3月 - 4月、JFN）